# Ivan Nemanič
Ivan Nemanič, slovenski arhivist, * 19. april 1931, Slamna vas, † 4. januar 2021
Nemanič je kot upokojeni sodelavec Arhiva Republike Slovenije znan predvsem po svojem prispevku na področju varstva in predstavljanja slovenske filmske dediščine. 
Diplomiral je 1959 iz zgodovine na FF v Ljubljani. Sprva je poučeval, leta 1964 pa se je zaposlil v Državnem arhivu LRS (zdaj Arhiv RS). Ko je arhiv nekaj let zatem (1968) začel zbirati filmsko arhivsko gradivo, je prevzel skrb za to novo področje ter tako opravil pionirsko delo (več kot poldrugo desetletje je bil edini filmski arhivist na Slovenskem).
Zbral je in v Arhivu RS deponiral vse znano filmsko gradivo, ki je bilo do takrat pri različnih imetnikih (Triglav film, Viba film, Unikal, kakot tudi pri zasebnih snemalcih). Na ta način je nastajala zbirka slovenskih dokumentarnih, igranih in animiranih filmov od leta 1905 dalje, ki jo danes hrani Slovenski filmski arhiv pri Arhivu RS. Tik pred razpadom Jugoslavije je leta 1991 v Jugoslovanski kinoteki v Beogradu prevzel slovenski filmski fond in ga pripeljal v Ljubljano. Bil je pionir tudi pri strokovni obdelavi filmskega arhivskega gradiva. Postavil je več razstav.

## Odlikovanja in nagrade
Leta 1998 je prejel častni znak svobode Republike Slovenije z naslednjo utemeljitvijo: »za delo in zasluge pri varovanju slovenske filmske arhivske kulturne dediščine«. Za to delo mu je leta 2007 podelilo priznanje tudi Društvo slovenskih filmskih ustvarjalcev. Leta 2018 je ob 50-letnici filmskega arhiva prejel Aškerčevo nagrado za življenjsko delo "za izjemen prispevek k ohranjanju slovenske filmske arhivske dediščine, rešitev in varovanje prvih filmskih zapisov in ustvarjenje začetnega fonda Slovenskega filmskega arhiva pri Arhivu RS".